# Avicii Experience
Avicii Experience är ett museum beläget i Stockholm, Sverige. Den är öppnades som ett hyllning till den svenska musikproducenten Tim Bergling, mer känd som Avicii.

## Historia
Efter Berglings död 2018 besökte hans föräldrar ABBA The Museum och de bestämde sig för att göra ett liknande museum som en hyllning. Berglings föräldrar ville ge fansen en plats att minnas och fira sin bortgångne sons arbete och lära sig mera om hans process för att skapa musik.
Avicii Experience öppnades den 26 februari 2022 av prins Carl Phillip och prinsessan Sofia, tillsammans med Berglings pappa Klas.
Museet har en rekonstruktion av Berglings barndomsrum och herrgården han hade i Los Angeles.  Museet har också utställningar från olika stadier i Berglings liv. Utställningarna är också dedikerade till att öka medvetenheten om psykiska problem hos unga människor och den bredare musikbranschen. En del av vinsten från museet går till Tim Berglings stiftelse.